# 尤利婭·鮑里索娃
尤利娅·康斯坦丁诺芙娜·鲍里索娃（俄語：Ю́лия Константи́новна Бори́сова，1925年3月17日—2023年8月8日），苏联的舞台和电影女演员。